# O1G

Grafische Darstellung von "Orbán egy geci"

O1G ist ein Zeichen, das ab 2015 zum Symbol des Protestes gegen die vierte ungarische Orbán-Regierung geworden ist. Der Ausdruck selbst ist eine Abkürzung für den Ausdruck "Orbán egy geci", was so viel heißt, wie Orbán ist ein Arschloch (wortwörtlich bedeutet das Wort egy ein als unbestimmten Artikel und das Wort geci ist ein vulgärer Ausdruck für Sperma oder Rotz).

## Geschichte
Der Ausdruck geht auf einen öffentlichen Auftritt des ungarischen Oligarchen Lajos Simicska am 6. Februar 2015 zurück. Nach einer längeren Zeit der politischen und persönlichen Entfremdung von seinem früheren engen Freund Viktor Orbán kam es an diesem Tag zum öffentlichen Bruch. Unmittelbarer Anlass war der Rücktritt der Chefredakteure mehrerer Simicska gehörender Medien aus Solidarität mit Orbán. Simicska beschimpfte daraufhin in mehreren Interviews, darunter auch gegenüber Fernsehkameras, den Ministerpräsidenten u. a. als geci. Der Ausdruck wurde bald vom Orbán-kritischen Teil der ungarischen Öffentlichkeit aufgenommen und in die Form O1G destilliert.
Diese Abkürzung verbreitete sich international auch dadurch, dass Guy Verhofstadt, Fraktionschef der Liberalen im EU-Parlament den Hashtag #O1G auf Twitter verwendet hat, um die Proteste gegen die Regierung in Ungarn zu unterstützen.